# Vera de Moncayo
Vera de Moncayo község Spanyolországban,  Zaragoza tartományban. Vera de Moncayo Alcalá de Moncayo, Litago, Trasmoz, Grisel, Tarazona, Borja és Bulbuente községekkel határos. Lakosainak száma 315 fő (2024).

## Népesség
A település népessége az utóbbi években az alábbiak szerint változott:
| Lakosok száma | 475  | 432  | 441  | 425  | 398  | 392  | 375  | 338  | 316  | 315  |
|               | 2001 | 2004 | 2007 | 2009 | 2012 | 2014 | 2017 | 2019 | 2022 | 2024 |